# Тимофеевка (Псковская область)
Тимофеевка — деревня в Артёмовской волости Невельского района Псковской области. Расположена примерно в 23 километрах к юго-востоку от районного центра города Невеля.
В деревне имеется отделение почтовой связи. Имеется автобусное сообщение с райцентром (автобус Невель — Каралиновка)

## Население
Численность населения деревни составляла в 2000 году 40 человек.